# Dehong
Dehong (chiń. 德宏傣族景颇族自治州; pinyin: Déhóng Dǎizú Jǐngpōzú Zìzhìzhōu) – prefektura autonomiczna mniejszości etnicznej Dai i Jingpo w Chinach, w prowincji Junnan. Siedzibą prefektury jest Mang. W 1999 roku liczyła 1 008 191 mieszkańców.

## Geografia
Prefektura Dehong posiada powierzchnię 11 526 km². 

## Ludność
Ludność liczy ogółem 1,02 miliona, z czego 48.17% to Chińczycy Han, zaś 51.83% stanowią mniejszości narodowe, głównie Dai i Jingpo.